# Verzorgingsplaats Honswijck
Verzorgingsplaats Honswijck is een Nederlandse snelwegparking, gelegen aan de zuidzijde van A1 Amsterdam → Oldenzaal tussen afrit 3 en knooppunt Muiderberg in de gemeente Gooise Meren.
Bij Honswijck ligt een snellaadstation voor elektrische auto's van aanbieder Fastned en een tankstation van Esso.
De naam heeft deze verzorgingsplaats te danken aan de buurt waar die in ligt, net als de boerderij Honswijck die een kilometer naar het zuidwesten aan de Vecht ligt.
Deze verzorgingsplaats ligt precies op de NAP-nullijn. In 2005 heeft het Nederlands Bureau voor Toerisme & Congressen, samen met de ANWB en de ministeries van Verkeer en Waterstaat en Onderwijs, Cultuur en Wetenschap alle verzorgingsplaatsen die op deze nullijn liggen voorzien van een informatiebord om op aldus deze lijn inzichtelijk te maken voor het publiek.
Aan de andere kant van de snelweg ligt verzorgingsplaats Hackelaar.
Door het wegenuitbreidingsproject Schiphol-Amsterdam-Almere werd de A1 flink verbouwd. Door deze verbouwing werd het tracé van de A1 een stuk zuidelijker gelegd. De oude locatie van de verzorgingsplaats lag midden in de noordelijke rijbaan van de nieuwe A1. Daarom werd er een nieuwe verzorgingsplaats gebouwd, die zuidelijker ligt dan de oude verzorgingsplaats. Daarnaast is de nieuwe verzorgingsplaats flink uitgebreid met extra parkeerplaatsen. Op 22 augustus 2016 is het vernieuwde tankstation in gebruik genomen.

## Veiling 2021
Na veiling op 8 september 2021 is de locatie door het Rijksvastgoedbedrijf gegund aan EG Group, voor een recordbedrag van € 27.511.500. EG Group besloot het tankstation om te bouwen naar een Texaco vestiging. De verbouwing is 6 december 2021 begonnen en opening van het nieuwe tankstation was op 22 december 2021. Het Wild Bean Café maakte op diezelfde datum plaats voor een SPAR shop en Go Fresh Bakery. Op 27 januari 2022 verscheen in Honswijck de eerste snelweglocatie van fastfoodketen LEON. In oktober 2023 werd de Texaco verbouwd tot Esso.
Richting Oldenzaal:
Honswijck · 
Ronduit · 
De Slaag · 
Palmpol ·
Tolnegen · 
Lucasgat · 
Bruggelen · 
De Paal · 
Boermark · 
Bolder · 
Het Lonnekermeer
Richting Amsterdam:
De Poppe · 
Het Veelsveld · 
Struik · 
De Hop · 
Vundelaar · 
De Hucht · 
De Strubben · 
Tolnegen · 
Aanschoten · 
Uilengoor · 
De Middelaar · 
Neerduist · 
Bastion · 
Hackelaar